# اچ‌دی ۲۲۲۶۴۱
اچ‌دی ۲۲۲۶۴۱ یک ستاره است که در صورت فلکی آندرومدا قرار دارد.